# Пастух и пастушка
Пастух и пастушка — повесть Виктора Астафьева, написанная в 1967 году, последняя редакция 1989 года.

## Особенности произведения
Астафьев охарактеризовал жанр произведения, как «современная пастораль». Эпиграфом к повести является цитата из стихотворения Теофиля Готье «Тайные слияния»:
Любовь моя, в том мире давнем,

Где бездны, кущи, купола, —

Я птицей был, цветком и камнем.

И перлом — всем, чем ты была!
Повесть состоит из четырех частей: «Бой», «Свидание», «Прощание», «Успение», каждая из которых так же имеет свой эпиграф.
Необычное жанровое определение связано с тем, что автор хотел показать одновременно возвышенную сентиментальность пасторали и суровый, приземленный быт войны. Автор пытается показать, что истинная любовь возможна даже на войне, но в такой обстановке влюбленным не удаётся обрести счастье.
Примечательно, что особое внимание уделяется женскому образу героини повести Люси. Астафьев долго и упорно работал для создания этого образа и впоследствии признавался, что сам «полюбил свою героиню». О чём так же говорит, что в работах писателя он часто называет саму повесть «Пастушка».

## Сюжет
В центре сюжета взвод главного героя лейтенанта Бориса Костяева. Среди прочих соединений он участвует в бою против прорвавшего оборону противника. После боя взвод останавливается на хуторе в доме, где хозяйкой была девушка Люся. Утром солдат спешно направляют выбить противника из последнего опорного пункта — села неподалеку. После этого взвод возвращается в тот самый дом, где уже останавливались. Борис и Люся эту ночь провели вместе, казалось, отделенные от остального мира. Утром приходит приказ ротного: на машинах догонять основные силы, ушедшие далеко за отступившим противником, и влюбленные вынуждены расстаться. В одном из боев Бориса ранило осколком в плечо, но, несмотря на легкость раны, он никак не шел на поправку. Бориса для поправки здоровья направляют в эвакуацию, но в санпоезде он неожиданно умирает, скорее от съедавшей его тоски, нежели от ран.

## Экранизации
Повесть не была экранизирована, но имеются сведения о том, что по ней планировали снять пятисерийный художественный фильм, над сценарием которого работал сам Астафьев, но дискуссия, развернувшаяся вокруг повести, помешала экранизации.

## Театральные постановки
По мотивам повести в КДТ им. Пушкина режиссёром  Алексеем Песеговым была поставлена пьеса (премьера состоялась 9 мая 2015 года).